# Carlisle United Football Club 2023-2024
Questa voce raccoglie le informazioni riguardanti il Carlisle United Football Club nelle competizioni ufficiali della stagione 2023-2024

## Rosa
| N. |                             | Ruolo | Calciatore                 |
| -- | --------------------------- | ----- | -------------------------- |
| 1  | Rep. Ceca (bandiera)        | P     | Tomáš Holý                 |
| 2  | Inghilterra (bandiera)      | D     | Fin Back                   |
| 3  | Scozia (bandiera)           | D     | Jack Armer                 |
| 5  | Scozia (bandiera)           | D     | Sam Lavelle                |
| 6  | Inghilterra (bandiera)      | D     | Paul Huntington (capitano) |
| 7  | Inghilterra (bandiera)      | C     | Jordan Gibson              |
| 8  | Inghilterra (bandiera)      | C     | Callum Guy                 |
| 9  | Irlanda (bandiera)          | A     | Georgie Kelly              |
| 10 | Irlanda del Nord (bandiera) | C     | Alfie McCalmont            |
| 11 | Inghilterra (bandiera)      | C     | Daniel Butterworth         |
| 12 | Finlandia (bandiera)        | A     | Terry Ablade               |
| 13 | Inghilterra (bandiera)      | P     | Gabriel Breeze             |
| 15 | Inghilterra (bandiera)      | C     | Taylor Charters            |
| 16 | Inghilterra (bandiera)      | C     | Jayden Harris              |
| 17 | Irlanda (bandiera)          | D     | Corey Whelan               |

| N. |                        | Ruolo | Calciatore       |
| -- | ---------------------- | ----- | ---------------- |
| 18 | Inghilterra (bandiera) | D     | Jack Ellis       |
| 19 | Inghilterra (bandiera) | D     | Jack Robinson    |
| 21 | Scozia (bandiera)      | C     | Dylan McGeouch   |
| 22 | Inghilterra (bandiera) | D     | Jon Mellish      |
| 24 | Irlanda (bandiera)     | A     | Sean Maguire     |
| 25 | Islanda (bandiera)     | P     | Jökull Andrésson |
| 26 | Inghilterra (bandiera) | D     | Ben Barclay      |
| 27 | Inghilterra (bandiera) | C     | Jack Diamond     |
| 28 | Irlanda (bandiera)     | A     | Joshua Kayode    |
| 32 | Inghilterra (bandiera) | D     | Josh Emmanuel    |
| 33 | Inghilterra (bandiera) | C     | Harrison Neal    |
| 34 | Irlanda (bandiera)     | D     | Seán Grehan      |
| 35 | Inghilterra (bandiera) | A     | Luke Armstrong   |
| 36 | Inghilterra (bandiera) | C     | Josh Vela        |
| 40 | Inghilterra (bandiera) | P     | Harry Lewis      |